# Абдалова Алла Олександрівна
Алла Абдалова (справжнє ім'я Альбіна Олександрівна Абдалова) (нар. 19 червня 1941) — радянська співачка та актриса театру, перша дружина Льва Лещенко.

## Біографія
Народилася 19 червня 1941 року.
Закінчила ГІТІС, де була ученицею Марії Максакової. Меццо-сопрано Абдалової відрізняв низький, теплий насичений тембр. У роки навчання Алла, " сіроока співачка зі стрункою фігурою та нерадянською елегантністю ", мала репутацію однієї з найобдарованіших студенток відділення оперети, пробувалась в оперних партіях. У цьому ж театральному інституті, на два курси молодше за Абдалову, навчався і її майбутній чоловік Лев Лещенко. Знайомство виконавців відбулося 1964 року на концерті, присвяченому святу Великого Жовтня.
Після невдалої спроби вступити у Великий Театр її було прийнято до Театру оперети.
Тривалий час співала в оркестрі у Леоніда Утьосова. Працювала у Москонцерті.
Деякі пісні Абдалова виконувала разом зі Львом Лещенком, у тому числі зі сцени Колонної зали Будинку Союзів. Як виконавиця брала участь у авторських вечорах Олександри Пахмутової у Колонному залі Будинку Союзів.
Зберігся і користується популярністю у меломанів відеозапис 1975 спільного з чоловіком, Львом Лещенком, концертного виконання пісні " Старий клен ".
Після 1976 року, коли шлюб із Лещенком розпався, творча діяльність Алли Абдалової пішла на спад. Певний час вона співала у церковному хорі.
Новий сплеск інтересу до особи співачки виник на телебаченні і в пресі вже на початку другого десятиліття XXI століття: часто не з власної волі Абдалова ставала героєм кількох сюжетів на федеральних телеканалах, на сервісі YouTube знову стали популярні її старі відеозаписи, насамперед у дуеті з Лещенком. 24 жовтня 2020 року взяла участь у шоу «Секрет на мільйон».

## Особисте життя
З 1966 по 1976 була одружена з Левом Лещенком. За студента ГІТІС Льва Лещенко Алла після кількох років зустрічей вийшла заміж на 5 курсі, в 1966 році, коли їй було вже 25. Як згадувала в інтерв'ю для друку Абдалова, " до Леви у мене були чоловіки, і він не дістався мені незайманим. Але ніколи — ні до нього, ні після — я так не втрачала голову ". Шлюб тривав 10 років, і завершився розлученням на вимогу Абдалової у 1976 році.
Причиною розпаду сім'ї, за твердженнями Абдалової у пресі і на телебаченні, був новий роман Лещенко з Іриною Багудиною, ревнощі Алли, неспівпадаючий гастрольний графік, а також численні аборти, які Абдалова змушена була робити в шлюбі через небажання чоловіка мати з нею потомство.
Після розлучення з Лещенком заміж Альбіна Олександрівна більше не виходила, дітей так і не народила, про що згодом шкодувала.
Разом з самотністю в життя Абдалової поступово увійшли шкідливі звички, що посилювалися з кожним роком і непомітно призвели до маргінального способу життя. Від матеріальної допомоги Лещенко ти не менш вона не відмовлялася.
Станом на 2015 Альбіна Олександрівна Абдалова на пенсії, поїхала зі своєї московської квартири, живе у родичів у селі.

### Фільмографія
- 1974 — «Юркові світанки» — вокал з Л. Лещенко, пісня «Обіцянка» (М. Фрадкін — Р. Рождественський).